# Turócszentmártoni nyilatkozat
Turócszentmártoni nyilatkozat (szlovák nyelven Martinská deklarácia) néven ismert A szlovák nemzet nyilatkozata (szlovák nyelven Deklarácia slovenského národa), amelyet 1918. október 30-án Turócszentmártonban adtak közzé. A nyilatkozat kinyilvánította Szlovákia függetlenségét a Magyar Királyságtól (az Osztrák–Magyar Monarchián belül), és előrejelezte Szlovákia egyesülését a cseh területekkel egy új ország, Csehszlovákia részeként.
A szlovák szeparatista mozgalmak szüneteltek az első világháború alatt amikor a Szlovák Nemzeti Párt (SNP) kinyilvánította a monarchiához való lojalitását. A háború utolsó hónapjaiban a monarchia a felbomlás jeleit mutatta, ami oda vezetett, hogy az SNP visszatért a különálló szlovák államra való törekvéséhez. A párt elnöke, Matúš Dula Turócszentmártont választotta a párt közgyűlésének helyszínéül, mivel a város már a 19. század óta a szlovák kulturális és politikai élet egyik központja volt.
1918. október 30-án délelőtt 108 küldött vett részt a Tatra banka turócszentmártoni épületében tartott közgyűlésen, és egy tizenkét tagú  Szlovák Nemzeti Tanácsot választottak, elsősorban a Szlovák Nemzeti Párt tagjai közül. Délután az újonnan megválasztott tanács kibocsátotta a nyilatkozatot, és elküldte Prágába. A nyilatkozat kimondta, hogy "a szlovák nemzet része a cseh-szlovák nemzetnek, melyet a közös nyelv és a kultúra közös története egyesít", és kijelentette, hogy nem a magyar kormány, vagy más hatóság, hanem kizárólag a Szlovák Nemzeti Tanács jogosult a szlovák nemzet nevében nyilatkozni.
A nyilatkozat két nappal a Csehszlovák Nemzeti Bizottság által Prágában kiadott csehszlovák függetlenségi nyilatkozat után született, és két héttel a Washingtonban és Párizsban közzétett csehszlovák függetlenségi nyilatkozat után. A szlovákok önállóan léptek, mivel a cseh nyilatkozat híre még nem érkezett meg Turócszentmártonba. A tanács megpróbálta átvenni az ellenőrzést Szlovákia felett, de a magyar katonaság november 15-én bevonult Turócszentmártonba, és meghiúsította ezt az elképzelést. A cseh csapatok hamarosan visszafoglalták a várost, és az új prágai kormány Vavro Šrobárt nevezte ki Szlovákia irányításával megbízott miniszternek.
Néhány szlovák küldött Szlovákia autonómiája mellett érvelt, de ezt a csehszlovák kormány elutasította, és 1919. januárban Šrobár feloszlatta a Szlovák Nemzeti Tanácsot. A turócszentmártoni küldöttek nem határozták meg pontosan, hogy mit jelent a cseh-szlovák nemzet, de feltehetőleg a szlovákok önálló nemzeti identitásának megőrzésére gondoltak. A szlovákoknak azt ígérték, hogy egyenlő felek lesznek abban az Edvard Beneš által bejelentett Svájchoz hasonló szövetségi államban. Ehelyett azonban a szlovákok kisebbséggé lettek. Szlovákiát a továbbiakban a központosított csehszlovák állam irányította.

## Fordítás
Ez a szócikk részben vagy egészben  a   Martin Declaration című angol Wikipédia-szócikk ezen változatának fordításán alapul.  Az eredeti cikk szerkesztőit annak laptörténete sorolja fel. Ez a jelzés csupán a megfogalmazás eredetét és a szerzői jogokat jelzi, nem szolgál a cikkben szereplő információk forrásmegjelöléseként.